# 蚁哥正传
《蚂蚁尖兵》（英語：Antz）是一部美国动画片，由梦工厂拍摄于1998年，是夢工廠製作的第一部動畫電影。该片是继《玩具总动员》之后，美国第二部全部由电脑进行绘画的动画片，也是第一部采用CGI技术创作的影片。该片配音阵容强大，包括伍迪·艾伦、莎朗·斯通、珍妮弗·洛佩斯和西尔维斯特·史泰龙等人。

## 劇情簡介
Z是一隻小小的工蟻，牠喜歡上美麗的芭拉公主。像牠這種工蟻就有上億隻，牠想要和美麗的芭拉公主交往的機會是微乎其微。不過牠並不因為蟻國嚴格的階級制度而氣餒，為了追求芭拉公主，Z向牠最好的朋友老魏求助。
老魏是一隻兵蟻，牠幫助 Z假冒成士兵。Z原來只是想藉這個假身分接近公主，沒想到在一場對抗白蟻敵軍的戰役中，牠居然小兵立大功，成為蟻國的英雄。
野心勃勃的曼將軍準備改造蟻國，並且讓自己成為唯我獨尊的獨裁者。不小心立下戰功的 Z，在眾人的推舉中，成為革命的領袖，牠要率領追求自由的小螞蟻，對抗曼將軍強大的鎮壓，阻止牠箝制自由「蟻」權的暴政....

## 角色[1]
- Z（Z），由伍迪‧艾倫（Woody Allen）聲演

本片主角，一隻不願聽從秩序、也不想合群的工蟻。最後成為蟻國的英雄。
- 芭拉公主（Princess Bala），由莎朗‧史東（Sharon Stone）聲演

蟻后的女兒中被選為公主的那一個，一開始被許配給曼將軍，最初在酒吧認識Z，之後被迫和Z一起從垃圾管道掉出去。最後愛上Z並發現曼將軍的計畫。
- 老魏（Weaver），由席維斯‧史特龍（Sylvester Stallone）聲演

Z的朋友，一隻高大強壯的兵蟻，比Z晚2秒鐘出生，之後和Z交換身分時遇上並喜歡上小愛。並成為唯一躲過遠征白蟻巢的自殺任務的兵蟻。
- 曼將軍（Mandible），由金‧哈克曼（Gene Hackman）聲演

試圖竄權的螞蟻將軍，芭拉公主的未婚夫，故意安排終於蟻后派的兵蟻去白蟻蟻巢進行自殺式突襲任務。最後摔死在蟻窟裡。
- 卡特上校（Cutter），由克里斯多夫‧華肯（Christopher Walken）聲演

原本是曼將軍的手下，做事乾淨俐落的兵蟻，本作唯一背上有翅膀的螞蟻，但是最後因為無法接受曼將軍的所作所為而反對他，並從淹水的蟻窟中救出Z。
- 蟻后（Queen），由安妮‧班克勞馥（Anne Bancroft）聲演

螞蟻的正統統治者，芭拉公主的母親，嚴格來說也是所有螞蟻的母親。被曼將軍的計畫所欺騙。
- 小愛（Azteca），由珍妮佛‧羅培茲（Jennifer Lopez）聲演

Z的同梯女工蟻朋友，力氣頗大，個性善良，在Z抱怨時試著勸他為大局著想。之後在老魏和Z交換身分那一天被其看上。
- 奇普（Chip），由丹‧艾克洛德（Dan Aykroyd）聲演

昆蟲烏托邦的大黃蜂夫妻中的丈夫。在妻子死後沉迷於酒精中，在最需醺醺的情況下幫助Z飛回蟻巢。
- 瑪菲（Muffy），由珍‧柯廷（Jane Curtin）聲演

昆蟲烏托邦的大黃蜂夫妻中的妻子，原本打算要幫助Z和芭拉公主，但是被野餐的人類以蒼蠅拍打扁而死。
- 巴柏塔斯（Barbatus），丹尼‧葛洛佛由（Danny Glover）聲演

終於蟻后的老兵蟻，在Z和老魏代替身分而參加遠征白蟻巢的自殺任務時從旁照顧Z，並在戰場上多次拯救他。最後Z找到他時只剩一顆頭，說完遺言後過世。
- 佛曼（Foreman），由格蘭‧修特（Grant Shaud）聲演

Z和小愛所屬的工兵分組的工頭，對曼將軍負責，監督大隧道的開發。極度聽從命令，就連命令是要他去自殺都會考慮服從。
- 醉偵察兵（Drunk Scout），由約翰‧馬洪尼（John Mahoney）聲演

在酒吧裡告訴Z關於昆蟲烏托邦的事情的老兵蟻（他和卡特上校一樣有翅膀，只不過破損了），自稱在偵察任務時和隊伍走散了，並後悔回到蟻群中，之後被其他兵蟻架出酒吧。
- 心理醫師（Psychologist），由保羅‧馬澤斯基（Paul Mazursky）聲演

在本片開場為Z進行心理治療的螞蟻心理醫生，但是作用不大。